# NGC 2012
NGC 2012 is een elliptisch sterrenstelsel in het sterrenbeeld Tafelberg. Het hemelobject werd op 22 januari 1836 ontdekt door de Britse astronoom John Herschel.

## Synoniemen
- ESO 16-5
- PGC 17194